# Corinne Enaudeau
Corinne Enaudeau ist eine französische Philosophin.

## Leben
Corinne Enaudeau ist Philosophieprofessorin en khâgne (d. h. mit Vorbereitungskursen für die École normale supérieure) am Lycée Henri-IV und am Lycée Janson de Sailly und war von 2001 bis 2007 Professorin (directeur de programme) am Collège international de philosophie.
Enaudeaus Vater ist der französische Philosoph und Literaturtheoretiker Jean-François Lyotard.

## Veröffentlichungen
- Là-bas comme ici. Les paradoxes de la représentation, Gallimard, coll. « Connaissance de l'inconscient - Série Tracés », 1998. Span. Übersetzung La paradoja de la representación, Paidos, Buenos Aires 1999, ISBN 950-12-6511-0[1]
- (Hrsg. mit Patrice Loraux) La méthode de l'expédient, Collège International de Philosophie - Le Collège en Actes, Kimé, 2006.[1]
- (Hrsg. Jean-François Nordmann, Jean-Michel Salanskis und Frédéric Worms) Les Transformateurs Lyotard, Collège International de Philosophie, Sens & Tonka, 2008[1]